# Маури Эстеве, Хосе
Хосе́ Мау́ри Эсте́ве (кат. José Mauri Esteve; 12 февраля 1855, Валенсия, Испания — 7 июня 1939, Гавана, Куба) — кубинский композитор, скрипач, дирижёр и педагог.

## Биография
Работал органистом в церкви, капельмейстером, хормейстером и дирижёром в нескольких гаванских оркестрах и театрах. Писал религиозную музыку. Считается создателем первой национальной оперы «Рабыня» (исп. La Esclava), поставленной в 1921 году в Гаване и сочетавшей креольский и афро-кубинский фольклор. Его творчество изобиловало мотивами кубинских танцевальных жанров: хабанеры, криольи, дансы, дансона и румбы.